# Ahn Eun-jin
Ahn Eun-jin (en hangul, 안은진; RR: An Eun-jin), es una actriz de televisión, teatro y musicales surcoreana.

## Biografía
Estudió en el departamento de actuación de la Universidad Nacional de Artes de Corea (Korea National University of Arts).

## Carrera
Es miembro de la agencia United Artists Agency (UAA) desde agosto de 2021. Previamente formó parte de las agencias Big Boss Entertainment (빅보스엔터테인먼트) e Imagine Asia (이매진아시아).
En 2018 apareció como invitada en la serie Life donde dio vida a Lee Jeong-seon, una empleada de la clínica de belleza.
El 25 de enero de 2019 se unió al elenco recurrente de la serie Kingdom donde interpretó a la amorosa esposa embarazada del guardaespaldas real Moo-young (Kim Sang-ho), que se queda en la capital mientras él protege al Príncipe Lee Chang.
En marzo del mismo año se unió al elenco recurrente de la serie Possessed donde dio vida a la oficial de la policía Choi Yeon-hee.
En abril del mismo año se unió al elenco recurrente de la serie My Fellow Citizens!, donde interpretó a Park Gwi-nam, la hermana menor de Park Hoo-ja (Kim Min-jung).
En agosto del mismo año se unió al elenco recurrete de la serie Strangers from Hell (también conocida como "Hell Is Other People") donde dio vida a So Jung-hwa, una oficial de la policía con un título en ingeniería.
En diciembre del mismo año se unió al elenco recurrente de la serie Diary of a Prosecutor, donde interpretó a Sung Mi-ran, la callada asistente y miembro de la oficina del fiscal del Distrito de Jinyeong que es asignada a la oficina de Lee Sun-woong (Lee Sun-kyun) y Cha Myung-joo (Jung Ryeo-won).
En marzo del 2020 se unió al elenco recurrente de la popular serie Hospital Playlist, donde dio vida a la doctora Choo Min-ha, una residente del departamento de obstetricia y ginecología del "Yulje Medical Center" que tiene sentimientos por el doctor Yang Seok-hyung (Kim Dae-myung), hasta el final de la serie el 16 de septiembre de 2021.
En septiembre del mismo año se unió al elenco principal de la serie The Probability of Going From Friends to Lovers, (también conocida como "More Than Friends") donde interpretó a Kim Young-hee, la mejor amiga de Kyung Woo-yun (Shin Ye-eun) y Han Jin-joo (Baek Soo-min), hasta el final de la serie el 28 de noviembre del mismo año.
En diciembre de 2021 se unirá al elenco de la serie Only One Person (también conocida como "Just One Person") donde dio vida a Pyo In-sook, una mujer insensible con emociones impredecibles que nunca ha pertenecido a ningún lado y quien luego de ser diagnosticada con una enfermedad terminal toma una decisión espontánea.
El 13 de enero de 2022, se confirmó que se había unido al elenco de la serie de Netflix, Adiós, Tierra (también conocida como "The Fool of the End") donde interpreta a Jin Se-kyung, una antigua maestra de secundaria, que comienza a trabajar como voluntaria con el Ayuntamiento de Ungcheon para proteger a los niños de la peligrosa situación que involucra a un asteroide.El estreno de la serie estaba previsto para finales de 2023, pero los problemas legales del coprotagonista Yoo Ah-in indujeron a la productora a aplazarlo de forma indefinida.
Ese mismo año apareció en la película Citizen Deok Hee donde da vida a Ae-rim, la hermana menor de Bong-rim (Yeom Hye-ran).
En 2023 protagonizó dos series: primero fue Lee Mi-joo en La buena mala madre; después, Yoo Gil-chae, junto a Namkoong Min, en la serie de ficción histórica My Dearest.

## Filmografía

### Series de televisión
| Año     | Título                                          | Personaje              | Notas                           | Ref.          |
| ------- | ----------------------------------------------- | ---------------------- | ------------------------------- | ------------- |
| 2018    | Number Woman Gye Sook-ja                        | Jo An-na               | Serie web                       |               |
| 2018    | Life                                            | Lee Jeong-seon         |                                 |               |
| 2019    | The Crowned Clown                               | Concubina Real Hu Gung |                                 |               |
| 2019    | Kingdom                                         | Esposa de Moo-young    |                                 |               |
| 2019    | Possessed                                       | Choi Yeon-hee          |                                 |               |
| 2019    | My Fellow Citizens!                             | Park Gwi-nam           |                                 |               |
| 2019    | Strangers from Hell                             | So Jung-hwa            |                                 |               |
| 2019-20 | Diary of a Prosecutor                           | Sung Mi-ran            |                                 |               |
| 2020    | Hospital Playlist                               | Dra. Choo Min-ha       |                                 |               |
| 2020    | Kingdom 2                                       | Esposa de Moo-young    |                                 |               |
| 2020    | The Probability of Going From Friends to Lovers | Kim Young-hee          |                                 |               |
| 2021    | Dark Hole                                       | So Jung-hwa            | Aparición especial, 2 episodios |               |
| 2021    | The Witch's Diner                               | Jin Sun-mi             | Aparición especial, 3 episodios | [ 20 ]        |
| 2021    | Hospital Playlist 2                             | Dra. Choo Min-ha       |                                 | [ 21 ]        |
| 2021-22 | Only One Person                                 | Pyo In-sook            | 16 episodios                    |               |
| 2023    | La buena mala madre                             | Lee Mi-joo             |                                 | [ 18 ] [ 22 ] |
| 2023    | My Dearest                                      | Yoo Gil-chae           | 20 episodios                    | [ 23 ]        |
| 2024    | Adiós, Tierra                                   | Jin Se-kyung           | Serie web, 12 episodios         | [ 24 ]        |
| 2025    | Manual para residentes                          | Dra. Choo Min-ha       | Aparición especial              | [ 25 ] [ 26 ] |
| 2025    | Kissing for Nothing                             | Go Da-rim              |                                 | [ 27 ]        |

### Películas
| Año  | Título            | Personaje  | Notas | Ref.          |
| ---- | ----------------- | ---------- | --- | ------------- |
| 2012 | A Muse            | —          | Junto a Park Hae-il, Kim Mu-yeol, Kim Go-eun, Jung Man Shik y Kim Seo-kyung                                         |               |
| 2022 | The Night Owl     | Jo So-yong | Junto a Ryu Jun-yeol y Yoo Hae-jin                                                                                  | [ 28 ] [ 29 ] |
| 2024 | Citizen of a Kind | Ae-rim     | Junto a Ra Mi-ran, Gong Myung, Yeom Hye-ran, Park Byung-eun, Jang Yoon-ju, Lee Moo-saeng, Jin Hee-kyung y Sung Hyuk | [ 30 ] [ 31 ] |

### Programas de variedades
| Año  | Título                          | Función  | Notas       | Ref.   |
| ---- | ------------------------------- | -------- | ----------- | ------ |
| 2020 | Yoo Quiz On The Block: Season 3 | Invitada | Ep. n.º 56  |        |
| 2021 | Running Man                     | Invitada | Ep. n.º 541 | [ 32 ] |

### Teatro
| Año  | Título                                                                   | Personaje   | Notas |
| ---- | ------------------------------------------------------------------------ | ----------- | ----- |
| 2011 | Beautiful Sign (아름다운 사인)                                           | Lee Soo-min |       |
| 2015 | Twenty Twenty Chaimu-Tail Cotton Story (스물스물 차이무 – 꼬리솜 이야기) | -           |       |
| 2016 | Goodbye, Summer (안녕, 여름)                                             | —           |       |
| 2017 | Judo Boy (유도소년)                                                      | —           |       |

### Musicales
| Año     | Título                                              | Personaje    | Notas |
| ------- | --------------------------------------------------- | ------------ | ----- |
| 2012    | The Sorrows of Young Werther (젊은 베르테르의 슬픔) | -            |       |
| 2013    | Arirang Kyungsun 26 years (아리랑 경성 26년)        | Noh Jin-yo   |       |
| 2013    | The Picture of Dorian Gray (도리안 그레이)          | —            |       |
| 2014    | Myeong-dong Romance (명동로망스)                    | Jeon Hye-rin |       |
| 2014    | The Next Page (더 넥스트 페이지 – 안산)             | Shim-chung   |       |
| 2015    | Gossip Easy                                         | So-yool      |       |
| 2015-16 | Infinite Power (무한동력)                           | —            |       |
| 2016    | Vanishing (배니싱)                                  | Mizzy        |       |
| 2016    | Whale of the Tree (나무 위의 고래)                  | —            |       |
| 2016-17 | Black Mary Poppins (블랙메리포핀스)                 | Anna         |       |
| 2017    | R＆Dworks Concert (알앤디웍스 콘서트)               | —            |       |
| 2017-18 | I Love You, You're Perfect, Now Change (아이러브유) | —            |       |

### Publicidad
| Año  | Título                         | Notas |
| ---- | ------------------------------ | ----- |
| 2011 | 신한은행 모바일 월렛 여대생 편 |       |
| 2013 | 삼성 NFC 프린터                |       |
| 2013 | S-oil 굿오일                   |       |
| 2017 | 삼성모바일 노트 FE             |       |
| 2018 | SKT                            |       |
| 2019 | 르노삼성자동차 THE NEW QM6     |       |
| 2019 | 정관장                         |       |

## Premios y nominaciones
| Año  | Premio                       | Categoría             | Trabajo             | Resultado | Ref.                 |
| ---- | ---------------------------- | --------------------- | ------------------- | --------- | -------------------- |
| 2019 | 1st OCN Award                | The Unexpected Award  | Strangers from Hell | Ganadora  | [ 33 ]               |
| 2020 | 5th Asia Artist Award        | AAA Focus (Actress)   | Hospital Playlist   | Ganadora  | [ 34 ] [ 35 ] [ 36 ] |
| 2020 | 7th APAN Star Award          | Best New Actress      | Hospital Playlist   | Nominada  |                      |
| 2022 | 2022 Korea First Brand Award | Actress (Rising Star) | —                   | Ganadora  | [ 37 ]               |